# Războiul marcoman 166-180
Războiul marcoman 166-180 a fost un război al triburilor germane și sarmate împotriva Romei, cauzat de migrarea acestor triburi spre hotarele estice ale Imperiului Roman.
Folosindu-se de starea grea a Imperiului Roman din cauza Războiului Pahlavan (162-166), a epidemiei de ciumă din Italia, marcomanii, Quazii, hermundurii, și alte triburi, trecând peste granița Rin-Dunăre, ajung în Italia. În 169 ei au asediat Cetatea Aquileia, au distrus orașul Opitergius. Succesul în acest război varia. Doar în 172—174 Imperatorul Marc Aureliu cu mare greutate a reușit să adune noi Legiuni, formate din robi și barbari, și spre sfârșitul anului 169 să oprească presiunea marcomanilor și altor triburi. Conducătorii Hasdingi, numiți Raus și Raptus, cer permisiunea în 171 de a intra în Dacia Traiană, spre a se stabili acolo. Grupurile vandalilor Hasdingi au traversat deja Carpații spre sud în timpul războiului marcoman.
Însă, în legătură cu răscoala din 175 a vice-regelui sirian Avidius Cassius, romanii au trebuit să se abțină de la extinderea hotarelor, însă prin acordul de pace, încheiat în 175, triburile au fost nevoite să recunoască protectoratul roman. Romanii le-au luat banda îngustă de pământ de-a lungul graniței. Aproximativ 25 000 de barbari s-au înrolat în armata romană.
La 3 decembrie 176, el împreună cu fiul său Commodus sărbătorea victoria asupra "germanilor și sarmaților"; tot cam pe atunci, l-a instaurat pe Commodus drept co-regent al său.
În 177 triburile germane din nou au început ofensiva. De data acesta războiul pentru romani a avut mai mult succes. Cu toate că ei din nou au invadat Panonia, și cu o parte din oaste chiar în fața Aquleii, însă generalul lui Marc Aureliu, în 179 Tarruntenius Patern, i-a distrus în întregime. Barbarii au fost rapid distruși și alungați de pe teritoriul roman. Apoi, Marc Aureliu a traversat Dunărea cu scopul de a anexa noi teritorii și de a crea provincii noi: Marcomania și Sarmația, însă moartea lui la 17 martie 180 la Vindobona (Viena de azi)a zădărnicit împlinirea acestui plan.
În 180, împăratul roman Commodus a încheiat cu ei pacea cu condiția restabilirii hotarelor dintre Imperiul Roman și triburi mai înainte de acel război. Romanii au fost nevoiți ca urmare a acestor evenimente să construiască o nouă rețea de fortificații defensive la hotarul de pe Dunăre.
Episoade parțiale ale acestui război sunt reprezentate pe basoreliefurile Coloanei lui Marc Aureliu de 30 de metri din Roma.

## Legături externe
- es  Marco Aurelio y la frontera del Danubio
- en Marcus Aurelius and Barbarian Immigration in the Second Century Roman Empire Arhivat în 19 mai 2011, la Wayback Machine.